# أوسكار ليون
أوسكار ليون (بالإسبانية: Oscar León)‏ مواليد 4 أبريل 1974 في قرطاجنة، هو ملاكم محترف كولومبي يصنف ضمن فئة وزن الوسط.

## إحصائيات
خاض خلال مسيرته 41 نزالا، فاز في 28 ولم يتعادل وخسر في 13. فاز بالضربة القاضية في 18 نزالا.

## روابط خارجية
- أوسكار ليون على موقع بوكس ريك (الإنجليزية) (registration required)